# 杨岐方会
杨岐方会（992年－约1049年），宋代禅师、禪宗杨岐派宗师。因方会住袁州杨岐山普明禅院（今江西萍乡上栗县杨岐山普通寺），故名。
方会禅师，俗姓冷，出家于筠州九峰（在今江西高安），师事临济宗门下之石霜楚圆禪師（986年－1039年），自成杨岐派，世称杨岐禅师。其所创门派为临济宗的一派。
宋朝庆元五年（1199年），日本泉涌寺僧俊芿（1166年－1227年）到中国杭州径山，从杨岐派第六世元聪受法；后辨圆（1202年－1280年）亦入宋从径山无准师范嗣法，回国后（1241年）为东福寺开山，由此杨岐派相继传入日本。

## 師承
- 石霜楚圓

## 弟子
- 白雲守端 [1]
- 保寧仁勇 [1]

## 主要著作
- 《楊岐方會和尚語錄》
- 《楊岐方會和尚後錄》

## 外部連結
- 楊岐方會和尚語錄 （页面存档备份，存于）
- 楊岐方會生平及禪學探究 （页面存档备份，存于）